# Руська Козловка
Руська Козло́вка (рос. Русская Козловка, ерз. Рузонь Козловка) — присілок у складі Атюр'євського району Мордовії, Росія. Входить до складу Курташкинського сільського поселення.
Населення — 9 осіб (2010; 14 у 2002).
Національний склад станом на 2002 рік:
- росіяни — 86 %